# USS LST-398
O USS LST-398 foi um navio de guerra norte-americano da classe LST que operou durante a Segunda Guerra Mundial.